# Jean Verrier
Pour les articles homonymes, voir Verrier.
Jean Verrier, né à Montaiguët-en-Forez le 26 septembre 1887 et mort le 6 août 1963 à Verneuil-sur-Avre, est un archiviste et historien français.
Inspecteur général des monuments historiques, responsable des objets, il est « un personnage incontournable du service des monuments historiques du début des années 1920 à la fin des années 1950 », en travaillant sur les objets, les abords des monuments et les vestiges de guerre.

## Biographie
Licencié ès lettres en 1908, il est diplômé de l’École nationale des chartes en 1912. Il est nommé le 26 février 1912 archiviste départemental de l'Eure.
Blessé au poumon au début de la Première Guerre mondiale le 12 mai 1915 à Neuville-Saint-Vaast,, il devient directeur de cabinet de Pierre Marraud au ministère de la Guerre. Il suivra Pierre Marraud dans ses différentes affectations, jusqu'à ce que ce dernier devienne ministre de l'intérieur. Le 1er janvier 1920, Marraud lui confie le poste de secrétaire technique de la commission supérieure d’aménagement, d’embellissement et d’extension des villes. 
Il est alors repéré par Paul Léon, administrateur des arts et du patrimoine, qui lui confie en 1926 un poste à direction des Beaux-arts, au service des monuments historiques alors rattachés au Ministère de l'Intérieur. Verrier est nommé inspecteur des monuments historiques par Édouard Herriot le 20 janvier 1928. Il travaille et succède à Paul Frantz Marcou au poste d'inspecteur général des monuments historiques, le 4 octobre 1930.
À partir de 1931 et jusqu'à sa retraite, Jean Verrier se consacre aux objets classés au titre des monuments historiques, et participe au classement de 30 000 objets. Il travaille également à la création et à la mise en œuvre de la législation patrimoniale adoptée dans la première moitié du xxe siècle. Il travaille également sur les méthodes de présentation, notamment pour le trésor de nombreuses cathédrales et églises (notamment celui de celui de Saint-Jean-du-Doigt) ou la tenture de l'Apocalypse à Angers et la tapisserie de Bayeux. Il travaille également à la conservation des orgues et des fresques, pour lesquelles sera fndé le musée de la fresque au palais de Chaillot.
Il fonde en 1936 le Bulletin des monuments historiques de France. 
En 1939, il fait procéder à la mise à l'abri des vitraux des édifices religieux menacés par les bombardements, ces vitraux totalisant une surface de cinq hectares. Il poursuit sa mission d'inspecteur général durant la Seconde Guerre mondiale, au poste de directeur de cabinet de Jérôme Carcopino, ministre de l’Éducation nationale. À l'issue de la guerre, il suit la restauration et la remise en place des vitraux.
En 1950, il est secrétaire général du comité international des monuments, sites et fouilles archéologiques à l’Unesco. De 1954 à 1955 il est président de la société de l'école nationale des chartes. Dans ces années, il suit personnellement le dossier de restauration de la lanterne de Bégon, pièce du XIe siècle conservée en l'abbatiale Sainte-Foy de Conques.
Il est par ailleurs professeur à l’École du Louvre, et secrétaire général de la Société française d’archéologie.
Il part en retraite le 26 septembre 1957.

## Publications
- Essai archéologique sur l’église Saint-Séverin de Paris, Paris, éditions A. Picard, 1912, texte imprimé.
- Les églises romanes d’Auvergne, Clermont-Ferrand, 1924.
- « La conservation des œuvres d’art en France et le Service des Monuments historiques », Congrès archéologique de France, I, Paris, éditions Picard, 1935, p. 425-440.
- « Les études sur les arts appliqués à l’industrie, du ve au xviiie siècle, en France, de 1834 à 1934 », Congrès archéologique de France, II, Paris, éditions Picard, 1936, p. 285-309.
- Avec Marcel Aubert, L’architecture française des origines à la fin de l’époque romane, Paris, éditions d’Art d’Histoire, 1941.
- La Cathédrale de Bourges et ses vitraux, Paris, éditions du Chêne, 1942.
- Vitraux de France aux douzième et treizième siècles, Paris, Louvre, 1949, 47 p.
- L’art du Moyen âge en Artois, Catalogue de l’exposition, contrib. Pierre Héliot, Jean Jean Porcher, Jean Lestocquoy, Arras, 1951.
- Avec Léon Gischia, Les Arts primitifs français. Art mérovingien – Art carolingien – Art roman, Paris, Arts et métiers graphiques, 1953, 240 p.
- Avec Marcel Aubert, Louis Grodecki, Jean Lafond, Les vitraux de Notre-Dame et de la Sainte-Chapelle de Paris, Paris, 1959.

## Distinctions
- Croix de guerre 1914–1918, étoile d'argent
- 1949 :  Commandeur de la Légion d'honneur
- 1958 : une médaille a été gravée à son effigie par Henri Navarre[2].